# Ешиковачки поток
Ешиковачки поток је водени ток на Фрушкој гори, десна је притока Дунава дужине 9,6km, површине слива 14,5km².
Извире под називом Карловачки поток испод Астала на 485 м.н.в. и са притокама у узводном делу дренира североисточне падине Фрушке горе. У Сремским Карловцима улива се у Дунав. Главне притоке су Карпанц и Глибовац. Амплитуде протицаја крећу се од 2,2 л/с до 19m³/с. Дуж водотока простире се пут који повезује Сремску Каменицу преко Иришког венца са Иригом, на јужним падинама Фрушке горе. Дуж средњег и доњег тока пружа се пут који повезује Сремске Карловце и Стражилово.